# 中野小屋村
中野小屋村（なかのこやむら）は、かつて新潟県西蒲原郡にあった村。1961年6月1日の新潟市への編入合併によって消滅し、現在は新潟市西区の一部となっている。
以下の記述は合併直前当時の旧中野小屋村に関しての記述であり、現在では名称等が異なる場合がある。なお、ここに記述されていない内容に関しては新潟市などの記事を参照。

## 歴史
- 1889年（明治22年）4月1日 - 町村制施行にともなう合併により、中野小屋村、河西村が発足。

| 中野小屋村 | 中野小屋村、大友村、明田村、保古野木村、前野外新田、大潟田潟植出場ノ内字田潟                   |
| 河西村     | 藤野木村、小瀬村、道河原村、金巻新田、田島村、下泉村、曾和新田、早潟村、勘助郷屋村、小見郷屋村 |

- 1901年（明治34年）11月1日 - 合併により中野小屋村が発足。

| 中野小屋村 | 中野小屋村、河西村、新通村（槇尾、高山、笠木、新通村の内字仲才） |

- 1961年（昭和36年）6月1日 - 新潟市と合併し、消滅。

## 地域
中野小屋村の地域のみ記載。中野小屋村は、合併した村名を継承する以下の大字で構成される。
中野小屋（なかのこや）
1889年（明治22年）まであった中野小屋村の区域。現在の新潟市西区中野小屋。
大友（おおとも）

1889年（明治22年）まであった大友村の区域。現在の新潟市西区大友。
明田（みょうでん）

1889年（明治22年）まであった明田村の区域。現在の新潟市西区明田。
保古野木（ほこのき）

1889年（明治22年）まであった保古野木村の区域。現在の新潟市西区保古野木。
前野外新田（まえのそとしんでん）

1889年（明治22年）まであった前野外新田の区域。現在の新潟市西区前野外新田。
田潟（たがた）

1889年（明治22年）まであった大潟田潟植出場ノ内字田潟の区域。現在の新潟市西区田潟。

## 学校

### 小学校
- 中野小屋村立小瀬小学校
- 中野小屋村立笠木小学校

### 中学校
- 中野小屋村立中野小屋中学校